# Pqube
Pqube Ltd (далее — Pqube) — британская компания, общество с ограниченной ответственностью, которая занимается дистрибуцией, художественным дизайном, предоставляет веб-услуги, а также широкий спектр услуг в работе со средствами массовой информации. Также компания, со своими филиалами в таких странах как Германия, Англия и Италия распространяет свою собственную мелкую продукцию для всех игровых платформ.

## История
15 августа 2009 года состоялась пресс-конференция компании в Лондоне, на котором было заявлено, что Pqube издаст игру BlazBlue: Calamity Trigger в Европе для игровых приставок PlayStation 3 и Xbox 360.
5 декабря 2009 года Pqube анонсировала в прессе, что издаст игру Horse Racing Manager 2 в ноябре 2009 года для ПК.
27 мая 2010 года было заявлено о том, что игра Shattered Horizon будет издана на территории Великобритании в августе 2010 года в джевельной упаковке для ПК.

## Услуги

### Лицензирование
Компания занимается разработкой разных мультимедийных продуктов для использования и распространения, начиная от продаж и маркетинга и заканчивая дистанционным обучением. Кроме того, Pqube предоставляет услуги в бета-тестировании и лицензировании продуктов, разработке и оформлении наклеек для компактных дисков, сайтов, используя такие инструменти как Macromedia Director, Shockwave, HTML и Flash.

### Дизайн и творчество
Бизнес компании сосредоточен в сфере средств массовой информации. Все проекты, которые компания выполняет на заказ создаются, издаются и распределяются по территории. Количество копий, которые выполняет Pqube может достигать до 1 миллиона. Услуги, которые предоставляет компания в сфере создания и дизайна: создание идей, раскадровка, 3D макеты, дизайн фотографий и иллюстраций, редактирование и корректура, печать, производство, дистрибуция.

### Репликация дисков
Одной из основных отраслей компании является репликация дисков, которая осуществляется вместе с партнёрской компанией Workflow UK Ltd. Годовая мощность компании составляет 50 миллионов CD или DVD-дисков. В данной отрасли компания придерживается стандартов ISO 9001, ISO 14001, OHSAS 18001, EMAS, IRMA и т.д.
Pqube является аттестованным участником SEDEX, которая помогает им в работе с компаниями Tesco, Shell и других ключевыми клиентами. Продукция для копирования может выпускаться в различных типах изданий, например двойные диски, DVD, CD, Jevel-упаковки, аудиокассеты, видеокассеты формата VHS и т.д.